# De Biseau

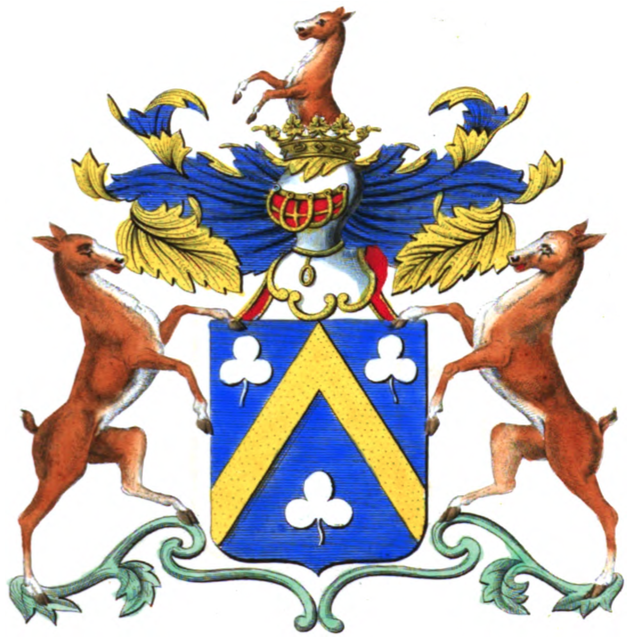
Wapen van de familie de Biseau

De Biseau, ook De Biseau d'Hauteville, was een familie van Zuid-Nederlandse adel.

## Geschiedenis
De bewezen stamreeks begint met Jean de Biseau uit Valenciennes die in 1521 trouwde, eerste vermelding van een telg van dit geslacht.
In 1690 werd door koning Karel II van Spanje wapenvermeerdering verleend aan Emmanuel de Biseau de Beusdael, zoon van Jean de Biseau, luitenant-gouverneur van de stad en het provoostschap van Binche, en aan Pierre de Biseau, eerste schepen van Bergen. In 1695 verleende hij de persoonlijke titel ridder aan Pierre-Philippe de Biseau de Bougnies, ontvanger-generaal van de beden voor het graafschap Henegouwen.
Anno 2017 leefden er nog vier mannelijke telgen, de laatste geboren in 2015.

## Genealogie
- Pierre Biseau, advocaat in Henegouwen, trouwde in 1654 met Marie Loyseleur.
  - Joachim de Biseau (1655-1719), x Marie-Madeleine d'Ysembart.
    - Pierre-François de Biseau (°1685), x Marie-Anne de Haynin.
      - Maximilien de Biseau (1719-1795), heer van Hauteville, x Marie-Agnès de Patoul.
        - Maximilien de Biseau (zie hierna).

  - Pierre-Philippe de Biseau (†1711), x Marie-Thérèse Hanot. Ridder geworden in 1695 (zie hierboven).
    - Nicolas de Biseau (1706-1774), heer van Bougnies, x Marie-Ursule d'Antoing.
      - Henri-Aimé de Biseau, heer van Bougnies, x Jeanne Tahon.
        - Henri-Benoît de Biseau de Bougnies (zie hierna).

## Maximilien de Biseau d'Hauteville
- Maximilien Ursmer Joseph de Biseau d'Hauteville (Binche, 14 april 1761 - 9 mei 1845) trouwde in 1796 in Antwerpen met Joséphine de Traux (1769-1857). Ze kregen zeven kinderen. Hij werd advocaat en in 1789, bij de Brabantse Revolutie, was hij afgevaardigde van Binche en in 1790 lid van de Provinciale Staten van Henegouwen. Vervolgens was hij nog maire en burgemeester van Binche. In 1822, onder het Verenigd Koninkrijk der Nederlanden werd hij erkend in de erfelijke adel.
  - Théodore de Biseau d'Hauteville (1804-1884) trouwde met Mathilde Coppens (1828-1901).
    - Théodore-Fernand de Biseau d'Hauteville (1857-1900), burgemeester van Piéton, trouwde met Thérèse Coupery de Saint-Georges (1862-1949).
      - Pierre ridder de Biseau d'Hauteville (1888-1966) werd ridder benoemd in 1928. Hij werd provincieraadslid voor Brabant en schepen van Vorst. Hij trouwde achtereenvolgens met Yvonne Scheppers (1895-1924) en met Marie-Antoinette de Borchgrave (1899-1983). Uit het tweede huwelijk zijn er afstammelingen tot heden.
        - Dr. Gérard ridder de Biseau d'Hauteville (1929-2011), voorzitter van het Hof van Beroep te Brussel
          - Dr. Jean-Christophe ridder de Biseau d'Hauteville (1966), zoöloog, universitair docent aan de Université Libre de Bruxelles, chef de famille, anno 2017 ongehuwd waarna het chefschap zal overgaan op nakomelingen van Eugène de Biseau de Hauteville (1809-1878) en de riddertitel verloren zal gaan

  - Eugène de Biseau de Hauteville (1809-1878) trouwde met Célestine Ghislain (1814-1903). Met afstammelingen tot heden.

## Henri de Biseau
- Henri Benoît Joseph de Biseau de Bougnies (Bergen, 21 april 1776 - 1 januari 1824) trouwde met Antoinette Durieu (1786-1872). Hij werd in 1822, eveneens onder het Verenigd Koninkrijk der Nederlanden, erkend in de erfelijke adel. Hij had afstammelingen, maar de familietak doofde uit in 1884.